# Salutaris-forrás (Kászonjakabfalva)
A Salutaris-forrás Kászonjakabfalvától 4 kilométerre, a Bor-patak völgyében található gyógyforrás.

## Leírása
A híres Salutaris-forrás vizét a „görvélykórban” (skrofulózisban) szenvedő betegek kezelésére használták. Orbán Balázs írta A Székelyföld leírása című könyvében: „E fürdő egyike legnevezetesebb gyógyforrásainknak, s főként a korunkban fájdalom igen elharapódzott görvélykorban (scrophulás bajok) csudaszerű gyógyhatással bir, sőt ez irányban ható egyedüli gyógyforrásunk”.
A forrás vizét nemcsak fürdéshez használták, hanem ivókúrában és asztali vízként is hasznosították. „Mivel a bort – nagy szénsavtartalommal birván – főzi, főleg Háromszékmegyébe igen sokat hordanak szét bor mellé”, írta Vitos Mózes a Csíkmegyei Füzetek első kötetében. Szállították Marosvásárhelyre, Csíkszeredába, Brassóba, később a palackozóállomás felépítése után Budapestre és Bécsbe is. A helyiek főleg savtúltengés ellen használták. „Akinek sok volt a sava, a Salutaris borviz elvitte”. (András Ignác: Kászonszék népi gyógyászata).
A Salutaris-forrás vizét jelenleg is hordják a helyiek és a háromszékiek is saját használatra.

## Salutaris
A Salutaris a kászonjakabfalvi völgyben előtörő ásványvíz kereskedelmi neve.
Az 1800-as évek elején fürdőtelep alakult a főforrás körül, melynek vizét Balási Lajos, a fürdő tulajdonosa 1890-ben Salutaris néven kezdte palackozni. Később a borvizet a tulajdonosváltások következtében Boldizsár-forrás, majd Kászon Gyöngye néven forgalmazták. A borvíztöltőde első tulajdonosa a Sepsiszentgyörgyről származó Fogolyán Kristóf volt, majd az 1922–1944 közötti időszakban Apor László, az akkori tulajdonos teljesen felújította a telepet, új épületeket, meleg vizes kabinokat építtetett a fürdőtelepre. Az államosítás következtében a fürdőtelep elhagyatottá vált, csak a még kisebb-nagyobb megszakításokkal 1990-ig üzemeltetett palackozó munkásai használták. Az itteni borvizet ivókúrára, valamint gyomorbántalmak kezelésére ajánlották.

## Jellegzetessége
Enyhén petróleumízű, nátrium-kalcium-hidrogén-karbonát jellegű ásványvíz.